# 塔胡尔瓦伊里
塔胡尔瓦伊里（英語：Tahurwaili），古王国的赫梯国王。铁列平之兄，继承汉提里二世之位。死后由齐丹塔二世继承。
| 前任： 汉提里二世 | 赫梯国王 | 继任： 齐丹塔二世 |